# Moerasstompkaak
De moerasstompkaak (Badister unipustulatus) is een keversoort uit de familie van de loopkevers (Carabidae). De wetenschappelijke naam van de soort werd in 1813 gepubliceerd door Franco Andrea Bonelli.